# Höheres Kommando Niederrhein
Het Duitse Höheres Kommando Niederrhein (Nederlands: Hoger Korps Commando Nederrijn) was een soort Duits Legerkorps van de Wehrmacht tijdens de Tweede Wereldoorlog. 

## Krijgsgeschiedenis

### Oprichting
Het Höheres Kommando Niederrhein werd opgericht op 13 september 1944 door het omdopen van de Kommandeurs der Befestigungen Niederrhein in Bentheim.

### Inzet
Er is geen actie van dit Höheres Kommando bekend. 
Op 13 maart 1945 werd het Höheres Kommando onder bevel gebracht van het 19e Leger als Höheres Kommando H.

## Bovenliggende bevelslagen
| Leger | Legergroep | Plaats/regio | Begin             | Eind            |
| ----- | ---------- | ------------ | ----------------- | --------------- |
| ??    | ??         | Bentheim     | 13 september 1944 | 13 maart 1945 ? |

## Commandanten
| Rang                   | Naam                  | Begin             | Eind |
| ---------------------- | --------------------- | ----------------- | ---- |
| General der Infanterie | Sigismund von Förster | 25 september 1944 | ?    |

In http://www.geocities.ws/orion47.geo/WEHRMACHT/HEER/General/FOERSTER_SIGISMUND.html wordt gemeld dat von Förster commandant bleef tot 20 april 1945, maar dat lijkt meer verband te houden met het feit dat hij op die datum krijgsgevangen werd gemaakt.